# Tambourin (sur fût)
Ne doit pas être confondu avec Tambourin (sur cadre).
Pour les articles homonymes, voir Tambourin.

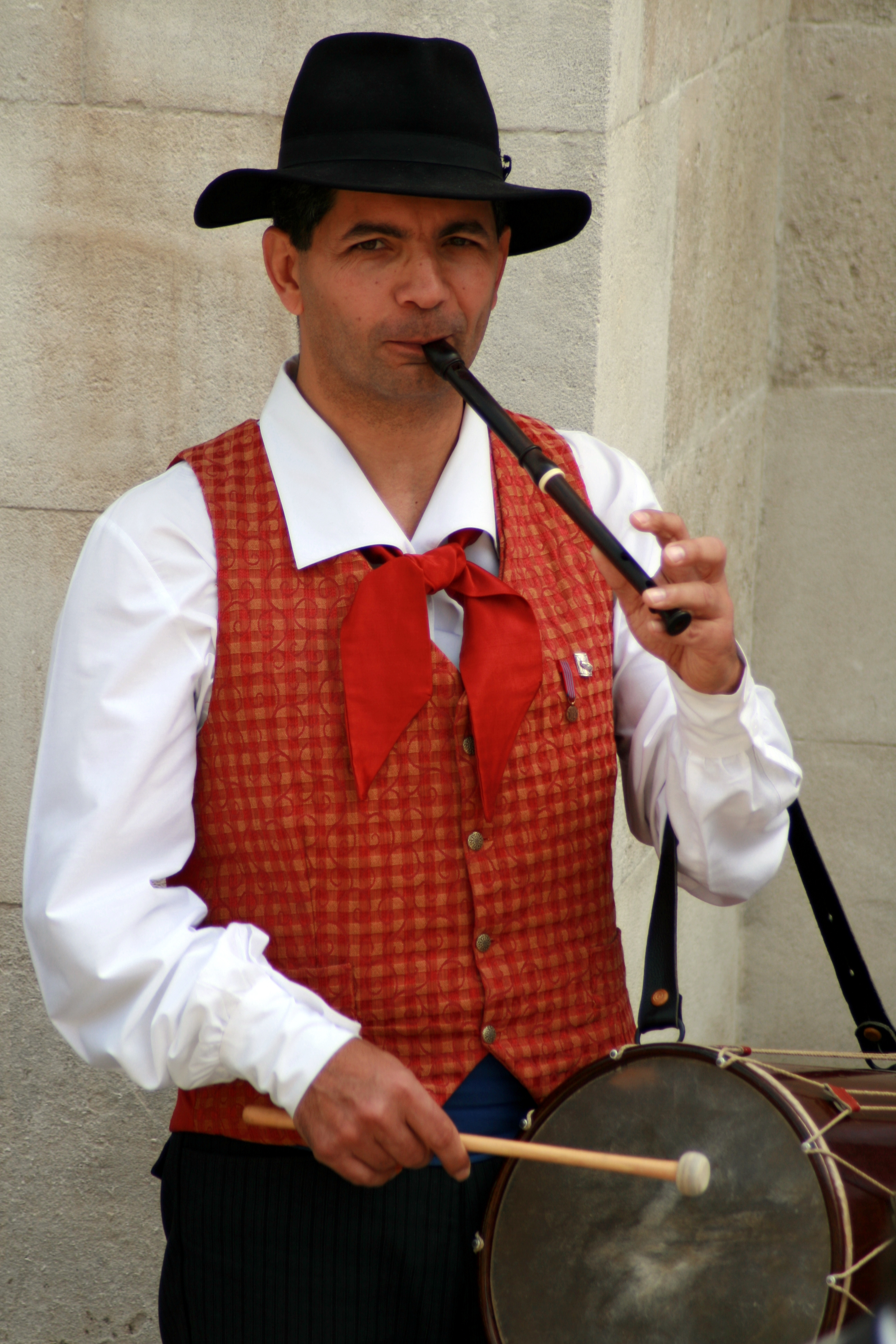
Tambourinaire provençal

Le tambourin, tamborin, tamborí, tambourin catalan ou tambourin provençal est un instrument à percussion, de la famille des tambours à membranes ou membranophones. C'est un tambour à deux peaux. Il n'est joué que sur une face à l'aide d'une massette (baguette de bois à l'équilibre calculé de manière à favoriser la frappe) tandis que l'autre main du musicien joue d'un flûtet à trois trous, le galoubet. Un joueur de tambourin est un tambourinaire ou une tambourinairis[réf. incomplète].

## Tambourin provençal

### Facture

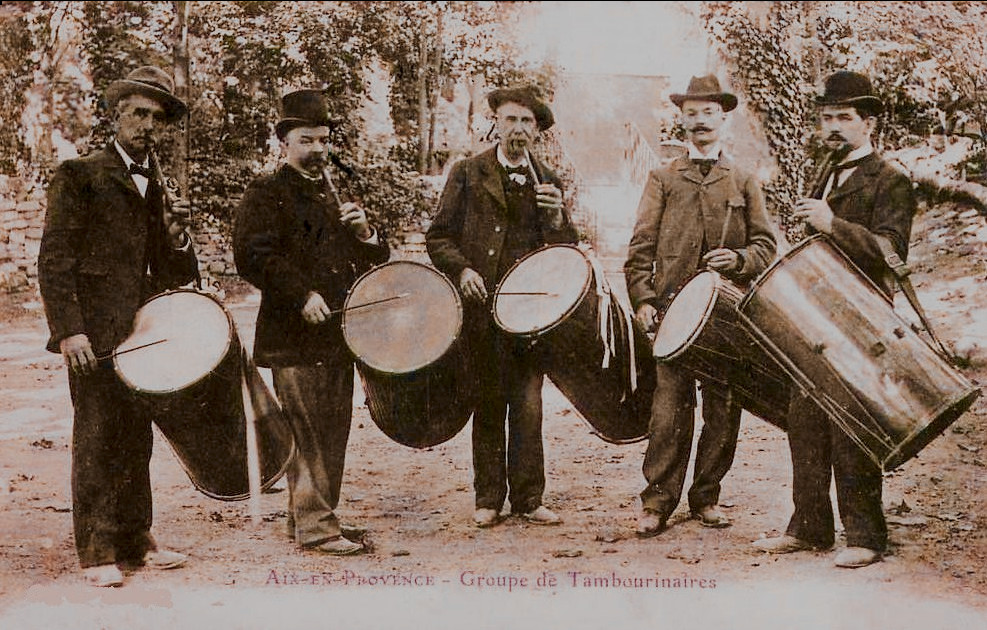
Tambourinaires Aixois

Ses proportions (déjà attestées par Mersenne dès 1636) présentent une hauteur à peu près double du diamètre. Usuellement, les tambourins actuels mesurent entre 35 et 40 cm de large, et entre 75 et 80 cm de haut. Il est muni d'un timbre sur la peau de frappe que l'on appelle une chanterelle et qui est généralement une ficelle de boyau ou de chanvre très fine, passée entre le cercle de peau et le cercle de tension. Les deux peaux sont généralement naturelles, la peau de frappe (qui est la plus fine) peut être une peau de veau mort-né, et la peau de résonance (la plus épaisse) est généralement une peau de chevrette. Les peaux sont montées mouillées, roulées sur les cercles à l'aide d'un outil semblable à un petit pied de biche. Les cercles où sont montées les peaux sont doublés par des cercles (souvent peints en rouge) que l'on appelle des cercles de tension. Sur ces derniers sont présents dix boutons (fait d'os, de bois ou de métal), autour desquels passent une ficelle qui relie en aller-retour les cercles de la peau de dessus et de la peau de dessous. Ces ficelles sont baguées avec dix pièces de cuir que l'on appelle des coulants. Lorsque l'on monte les coulants vers le haut du tambourin on serre les ficelles et on tend les peaux. Les ficelles sont généralement faites de chanvre toronné de 2,5 à 3 mm d'épaisseur, qui est un type de cordage de plus en plus rare du fait de la baisse de l'activité de corderie.
La fabrication d'un tambourin en bois massif (cela ne s'applique pas à des instruments faits de contreplaqué) consiste en un cintrage de bois pour former un fût. Pour ce faire, on réalise des planches (généralement sculptées) de noyer ou de hêtre de 5 mm d'épaisseur au plus épais (sur les sculptures) et 2 mm au plus fin (entre les sculptures). Ces planches, qui font généralement 20 à 25 cm de large pour 80 cm de long, sont assemblées côte à côte (sur le côté long) et collées avec un système de rainure et demi-languette. À la suite de cette opération, on obtient une plaque rectangulaire d'environ 100 × 75 cm (pour tambourin en 35 × 75). On cintre cette plaque en chauffant l'intérieur et en mouillant l'extérieur, de façon à dilater les fibres extérieures du bois et à resserrer les fibres intérieures. Ce cintrage est mécanique et ne nécessite aucune pression. Lorsque le tambourin a pris sa forme, on colle le dernier joint et on le met sous presse de façon à lui donner sa forme finale. On peaufine les sculptures puis on le vernit (souvent à l'alcool). On termine la fabrication par le montage des cercles qui sont des baguettes de châtaignier, de hêtre ou de frêne, cintrées afin de former des cerceaux (de section carrée 7 cm pour la peau et ronde 9-10 cm pour la tension).
Le tambourin est maintenu par des poignées de tiroir que l'on appelle des "regancho" et qui servent de fixation pour une lanière (généralement de cuir ou de tissu) que l'on appelle "courroie". 
Les principaux facteurs de tambourin sont les Arnaud (famille de luthiers et musiciens marseillais du XVIIIe s.), les Michel (dynastie de luthiers et musiciens aixois du XIXe s.), et, au XXe s. Ferdinand Bain, Joseph Bœuf (1861-1927) ou encore Marius Fabre et son fils André Fabre. On peut également citer Jean-Pierre Magnan, ou Rodolphe Stoizner.

### Jeu
Ce modèle de tambourin est parfois utilisé en orchestre par un percussionniste (tambourinaire) de Provence, mais généralement il ne va pas sans la flûte à trois trous appelée galoubet. Le tambourin est un instrument à bourdon et son timbre n'est pas, comme la caisse claire, aigu et court. Le tambourin est accordé assez grave et la résonance de sa vibration est longue.

## Tamborí catalan

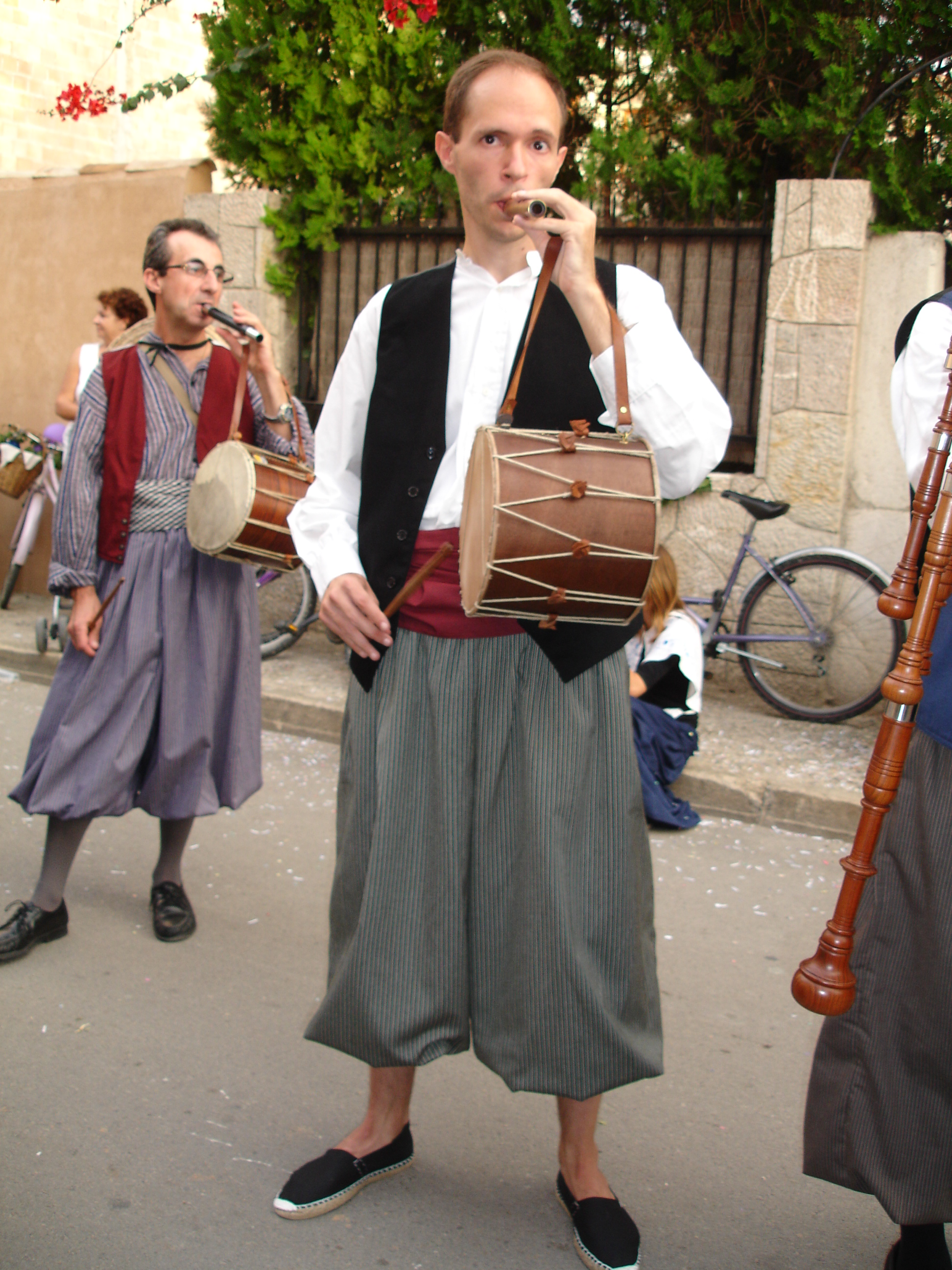
Un flabiolaire catalan avec son tambori

Dans la cobla sardanística catalane, le tamborí est l'unique instrument à percussion. 

### Facture
Le tambourin de cobla mesure de 10 à 12 cm de diamètre et à peu près autant en profondeur, et est donc nettement plus petit que son cousin provençal. Le fût est aujourd'hui bien souvent en métal.
Dans les Pays catalans il y a un tambourin un peu plus grand, qui est souvent pendu du col du musicien qui joue en même temps la dolçaina, utilisé dans la musique traditionnelle catalane et surtout pour les cercaviles (défilés des Festes Majors) et d'autres événements populaires dans la rue. Il s'appelle tabalet ou tabal.
Il y a encore un autre tambourin plus grand, qui accompagne souvent la gralla à la musique des bals de géants et des castells. Il s'appelle timbal. Il y a trois types de timbals: le timbal de gralles est en métal, le timbal mig est en bois et le timbal fondo est aussi en bois mais avec le double de profondeur que le timbal mig.

### Jeu
Il se prend du bras gauche, ne se joue que d'une seule main et ne permet de réaliser que des rythmes simples. Cependant, le son sec émis, exécuté avec une baguette en bois appelée broqueta, porte le rythme de la sardane. Il est joué par la même personne, le flabioler, qui joue le flabiol avec sa main droite.